# ELV1S
ELV1S: 30 #1 Hits è un album compilation greatest hits del cantante statunitense Elvis Presley che raccoglie suoi brani che raggiunsero la prima posizione in classifica in Gran Bretagna e negli Stati Uniti. L'album venne pubblicato dalla RCA Records il 24 settembre 2002.

## Il disco
Si tratta del primo album di Elvis a contenere il celebre remix di A Little Less Conversation opera di Junkie XL che aveva raggiunto la vetta della classifica dei singoli nel Regno Unito poco tempo prima. Lo stile della compilation, si ispirò a quello della raccolta dei Beatles intitolata 1, che era stata un enorme successo nel 2000.
Appena pubblicata, ELV1S: 30 #1 Hits si rivelò un successo istantaneo, andando dritto in testa alle classifiche di vendita in numerosi Paesi.

### Produzione
ELV1S: 30 #1 Hits venne compilata da Ernst Mikael Jorgensen & Roger Semon usando i dati di classifica tratti da Billboard, Cashbox, New Musical Express, e Record Retailer. Non tutti i singoli numero 1 di Elvis furono inclusi nella compilation essendo essa su disco singolo.
La compilation venne prodotta e mixata in stereo e 5.1 da David Bendeth con rimasterizzazione di Ted Jensen sulle prime tredici canzoni e quella di George Marino sulle altre sedici.

### Pubblicazione
Nella prima settimana dopo la pubblicazione, il disco raggiunse la vetta della classifica in 17 nazioni. L'album fu il primo di Presley a debuttare al n. 1 nella Billboard 200 e il primo numero uno di Presley sin dal 1973. Il successo della raccolta diede il via alla pubblicazione l'anno seguente della compilation similare 2nd to None.

### Accoglienza
ELV1S: 30 #1 Hits ricevette recensioni sostanzialmente favorevoli da critica e pubblico. Stephen Thomas Erlewine di AllMusic fece notare la mancanza di qualche brano di rilievo, anche se giudicò positivamente l'intero progetto. David Browne di Entertainment Weekly scrisse che l'album era destinato a riscuotere successo, ma che non tutte le canzoni scelte erano dello stesso livello qualitativo. Robert Christgau diede il massimo dei voti al disco. Parke Puterbaugh, nella recensione all'album apparsa su Rolling Stone, diede cinque stellette su cinque alla raccolta facendo anche notare i miglioramenti dei brani dal punto di vista audio.

## Tracce
1. Heartbreak Hotel – 2:10
  - U.S. 8 settimane #1 — U.K. #2
2. Don't Be Cruel – 2:04
  - U.S. 11 settimane #1 (con Hound Dog) — U.K. #2
3. Hound Dog – 2:16
  - U.S. 11 settimane #1 (con Don't Be Cruel) — U.K. #2
4. Love Me Tender – 2:45
  - U.S. 5 settimane #1 — U.K. #11
5. Too Much – 2:33
  - U.S. 3 settimane #1 — U.K. #6
6. All Shook Up – 2:00
  - U.S. 9 settimane #1 — U.K. 7 settimane #1
7. (Let Me Be Your) Teddy Bear – 1:48
  - U.S. 7 settimane #1 — U.K. #3
8. Jailhouse Rock – 2:37
  - U.S. 7 settimane #1 — U.K. 3 settimane #1
9. Don't – 2:49
  - U.S. 5 settimane #1 — U.K. #2
10. Hard Headed Woman – 1:56
  - U.S. 2 settimane #1 — U.K. #2
11. One Night – 2:33
  - U.S. #4 — U.K. 3 settimane #1 (con I Got Stung)
12. (Now and Then There's) A Fool Such as I – 2:40
  - U.S. #2 — U.K. 5 settimane #1 (con I Need Your Love Tonight)
13. A Big Hunk o' Love – 2:12
  - U.S. 2 settimane #1 — U.K. #4
14. Stuck on You – 2:21
  - U.S. 4 settimane #1 — U.K. #3
15. It's Now or Never – 3:15
  - U.S. 5 settimane #1 — U.K. 8 settimane #1
16. Are You Lonesome Tonight? – 3:06
  - U.S. 6 settimane #1 — U.K. 4 settimane #1
17. Wooden Heart – 1:58
  - U.S. non classificato — U.K. 6 settimane #1
18. Surrender – 1:51
  - U.S. 2 settimane #1 — U.K. 4 settimane #1
19. (Marie's the Name) His Latest Flame – 2:10
  - U.S. #4 — U.K. 4 settimane #1 (con Little Sister)
20. Can't Help Falling in Love – 3:01
  - U.S. #2 — U.K. 4 settimane #1 (con Rock-a-Hula Baby)
21. Good Luck Charm – 2:26
  - U.S. 2 settimane #1 — U.K. 5 settimane #1
22. She's Not You – 2:08
  - U.S. #5 — U.K. 3 settimane #1
23. Return to Sender – 2:09
  - U.S. #2 — U.K. 3 settimane #1
24. (You're The) Devil in Disguise – 2:23
  - U.S. #3 — U.K. 1 settimana #1
25. Crying in the Chapel – 2:23
  - U.S. #3 — U.K. 2 settimane #1
26. In the Ghetto – 2:45
  - U.S. #3 (raggiunse il numero 1 della US Cashbox Chart) — U.K. 1 settimana #1 (UK Record Mirror Chart)
27. Suspicious Minds – 4:29
  - U.S. 1 settimana #1 — U.K. #2
28. The Wonder of You – 2:35
  - U.S. #9 — U.K. 6 settimane #1
29. Burning Love – 2:50
  - U.S. 1 settimana #1 (US Cashbox chart) — U.K. #7
30. Way Down – 2:37
  - U.S. #18 — U.K. 5 settimane #1
31. A Little Less Conversation (JXL Radio Edit Remix)
  - U.S. #50 — U.K. 4 settimane #1

### Limited edition

#### 2003 deluxe bonus disc
1. Heartbreak Hotel (rehearsal)
2. All Shook Up (rehearsal)
3. Teddy Bear, Don't Be Cruel (rehearsal)
4. A Big Hunk o'Love (take 2)
5. Stuck on You (take 1)
6. It's Now or Never (takes 2 & 3)
7. Surrender (take 2)
8. (Marie's the Name) His Latest Flame (rehearsal & take 2)
9. She's Not You (take 2 & wp take 4)
10. (You're The) Devil in Disguise (take 2 & 3)
11. In the Ghetto (take 1)
12. Burning Love (take 2)
13. Way Down (take 2)
14. In the Ghetto (vocal only outtake)
15. A Little Less Conversation (JXL 12" Extended Remix)

#### WalMart bonus disc
1. "The Elvis Post Army Interview"

#### Japan bonus disc
1. A Little Less Conversation (Original)
2. A Little Less Conversation (JXL 12" Extended Remix)
3. A Little Less Conversation - JXL Mix (Video) (CD-rom content)

## Classifiche
| Classifica (2002)             | Posizione |
| ----------------------------- | --------- |
| Australian Top 50 Albums      | 1         |
| Austrian Top 75 Albums        | 1         |
| Belgium (Flanders) 100 Albums | 1         |
| Belgium (Wallonia) 100 Albums | 1         |
| Billboard Canadian Albums     | 1         |
| Danish Top 40 Albums          | 1         |
| Finnish Top 50 Albums         | 1         |
| French Compilations           | 1         |
| German Albums Chart           | 3         |
| Hungarian Top 40 Albums       | 3         |
| Irish Top 75 Albums           | 1         |
| Italian Top 20 Albums         | 2         |
| Japanese Top 30 Albums        | 10        |
| Netherlands Top 100 Albums    | 1         |
| New Zealand Top 40 Albums     | 1         |
| Norwegian Top 40 Albums       | 3         |
| Polish Top 50 Albums          | 7         |
| Swedish Top 60 Albums         | 1         |
| Swiss Top 100 Albums          | 1         |
| Official Albums Chart         | 1         |
| US Billboard 200              | 1         |
| US Country Albums             | 1         |

### Classifiche fine-anno
| Classifica (2002)         | Posizione |
| ------------------------- | --------- |
| Australian Top 100 Albums | 9         |
| US Billboard 200          | 36        |
| US Top Country Albums     | 6         |